# NGC 7239
NGC 7239 este o galaxie situată în constelația Vărsătorul. A fost descoperită în 1 octombrie 1864 de către Albert Marth.